# فیلیپسرویت
فیلیپسرویت (به آلمانی: Philippsreut) یک شهر در آلمان است که در بایرن واقع شده‌است.

## خصوصیات
فیلیپسرویت ۱۰٫۱۶ کیلومترمربع مساحت دارد ۸۴۰-۱٬۱۳۹ متر بالاتر از سطح دریا واقع شده‌است.